# استان جرمان هوردن
استان جرمان هوردن (انگلیسی: Germán Jordán Province) یکی از استان‌های بولیوی در بولیوی است که در شهرستان کوچوبامبا واقع شده‌است.